# كأس إفريقيا للأندية البطلة 1982
كأس أفريقيا للأندية البطلة 1982 هي النسخة 18 من دوري أبطال أفريقيا .
توج الأهلي المصري بالكأس على حساب أشانتي كوتوكو الغاني.

## الدور التمهيدي
| الفريق الأول    | إجم. | الفريق الثاني | مباراة الذهاب | مباراة الإياب |
| --------------- | ---- | ------------- | ------------- | ------------- |
| أتلتيكو مالابو  | 1–4  | سبورتنغ مورا  | 0–1           | 1–3           |
| مهلوم بيس ماكرز | 3–2  | ماسيرو براذرز | 1–0           | 2–2           |
| جمعية الشرطة    | 1–3  | أدجيدجاس فاب  | 0–2           | 1–1           |
| فيتال أو        | 3–2  | رايون سبورتس  | 3–1           | 0–1           |

## الدور الأول
| الفريق الأول            | إجم.         | الفريق الثاني              | مباراة الذهاب | مباراة الإياب |
| ----------------------- | ------------ | -------------------------- | ------------- | ------------- |
| كالوم ستار ‏             | 3–1          | ريال ربيبليكانز ‏           | 3–0           | 0–1           |
| أدجيدجاس فاب            | 2–6          | ستيلا أبيدجان              | 1–3           | 1–3           |
| الهلال                  | 1–1 (4–1 ج.) | شبيبة القبائل              | 1–0           | 0–1           |
| ديناموز                 | 4–3          | بوتسوانا ديفنس فورس إكس أي | 2–2           | 2–1           |
| نادي إيتوال دو كونغو    | 1–2          | ريال باماكو                | 1–1           | 0–1           |
| لوبوبو                  | 7–2          | سبورتنغ مورا               | 4–2           | 3–0           |
| غرين بافالوز            | 2–0          | فيتال أو                   | 0–0           | 2–0           |
| إنفينسبل إليفن          | 2–1          | تونير ياوندي               | 1–0           | 1–1           |
| كامبالا سيتي            | 4–4 (خ)      | ليوباردز                   | 3–0           | 1–4           |
| لافوري بوبليكي          | 0–1          | الأهلي                     | 0–0           | 0–1           |
| يونيون سبورتيف ليبرفيل ‏ | مرشح أوحد1   | يو سي جوريه                | —             | —             |
| بريميرو دي أغوستو       | 1–3          | إينوغو رينجرز              | 1–1           | 0–3           |
| رائد القبة              | 4–2          | القنيطري                   | 1–1           | 3–1           |
| سيماسي ‏                 | 3–4          | أشانتي كوتوكو              | 3–2           | 0–2           |
| أس سوماسود              | 4–2          | مهلوم بيس ماكرز            | 4–0           | 0–2           |
| تيكسيل دو بونغوي ‏       | 1–4          | يانغ أفريكانز              | 1–2           | 0–2           |

1 يو سي جوريه إنسحب.

## الدور الثاني
| الفريق الأول            | إجم.         | الفريق الثاني | مباراة الذهاب | مباراة الإياب |
| ----------------------- | ------------ | ------------- | ------------- | ------------- |
| الأهلي                  | 6–1          | يانغ أفريكانز | 5–0           | 1–1           |
| الهلال                  | 1–5          | كامبالا سيتي  | 0–2           | 1–3           |
| إينوغو رينجرز           | 1–0          | كالوم ستار ‏   | 0–0           | 1–0           |
| لوبوبو                  | 1–1 (خ)      | ديناموز       | 0–0           | 1–1           |
| غرين بافالوز            | 6–1          | أس سوماسود    | 3–0           | 3–1           |
| إيمفيسبل إليفن          | 0–3          | أشانتي كوتوكو | 0–0           | 0–3           |
| يونيون سبورتيف ليبرفيل ‏ | 1–2          | ريال باماكو   | 1–0           | 0–2           |
| ستيلا أبيدجان           | 1–1 (3–4 ج.) | رائد القبة    | 1–0           | 0–1           |

## ربع النهائي
| الفريق الأول  | إجم. | الفريق الثاني | مباراة الذهاب | مباراة الإياب |
| ------------- | ---- | ------------- | ------------- | ------------- |
| الأهلي        | 3–2  | غرين بافالوز  | 3–1           | 0–1           |
| أشانتي كوتوكو | 7–1  | كامبالا سيتي  | 6–0           | 1–1           |
| إينوغو رينجرز | 7–1  | رائد القبة    | 5–0           | 2–1           |
| لوبوبو        | 4–3  | ريال باماكو   | 2–0           | 2–3           |

## نصف النهائي
| الفريق الأول  | إجم. | الفريق الثاني | مباراة الذهاب | مباراة الإياب |
| ------------- | ---- | ------------- | ------------- | ------------- |
| إينوغو رينجرز | 1–4  | الأهلي        | 1–0           | 0–4           |
| لوبوبو        | 1–4  | أشانتي كوتوكو | 1–2           | 0–2           |

## النهائي
| الأهلي                      | 3–0 | أشانتي كوتوكو |
| --------------------------- | --- | ------------- |
| الخطيب 13'، 34' · ميهوب 19' |     |               |

| أشانتي كوتوكو | 1–1 | الأهلي     |
| ------------- | --- | ---------- |
| بانرمان 12'   |     | الخطيب 70' |

## البطل
| الفائز بكأس إفريقيا للأندية البطلة |
| ---------------------------------- |
| الأهلي أول لقب                     |

## أفضل الهدافين
أفضل هدافي كأس إفريقيا للأندية البطلة 1982 هم كما يلي:
| الترتيب | الاسم            | الفريق        | الأهداف |
| ------- | ---------------- | ------------- | ------- |
| 1       | محمود الخطيب     | الأهلي        | 6       |
| 2       | علاء ميهوب       | الأهلي        | 4       |
| 3       | أوبوكو أفري      | أشانتي كوتوكو | 3       |
| 3       | سيلفانوس أوكبالا | إينوغو رينجرز | 3       |
| 5       | صالح عصاد        | رائد القبة    | 2       |
| 5       | جمال عبد الحميد  | الأهلي        | 2       |
| 5       | جون بانرمان      | أشانتي كوتوكو | 2       |